# ليتل هروود (باكينجهامشير)
ليتل هروود (بالإنجليزية: Little Horwood)‏ هي قرية و أبرشية مدنية تقع في المملكة المتحدة في إنجلترا. يقدر عدد سكانها بـ 434 نسمة .